# Kostel Narození svatého Jana Křtitele (Kardašova Řečice)
Farní kostel Narození sv. Jana Křtitele je gotická sakrální stavba v Kardašově Řečici, která byla postavena ve 14. století.
V kostele jsou obrazy od Antonína Lhoty.

## Historie
Kostel začal vznikat okolo roku 1380, ve 14. století. Na jeho místě dříve stál kostel románského slohu, z něhož se do dnešní doby dochovala sakristie, ve které jsou zbytky gotických fresek. Poslední dostavby se kostel dočkal v roce 1620 - toho roku byla postavena gotická věž. Do dnešní podoby byl přestavěn po požáru v roce 1814. V roce 1905 byly v kostele odkryty malby pocházející z roku 1641.